# 永泰 (唐)
永泰（えいたい）は中国・唐の代宗の治世で使用された元号。765年1月 - 766年11月。

## 西暦・干支との対照表
| 永泰 | 元年  | 2年   |
| 西暦 | 765年 | 766年 |
| 干支 | 乙巳  | 丙午  |